# Бики
Бики (Bovini) — триба, що об'єднує середніх і великих розмірів бикових, які є автохтонними для Північної Америки, Євразії й Африки. До триби належить схожий на антилоп псевдоорикс, буйволи, зубр, бізон і найбільший вид — гаур вагою до 1500 кг.
Одомашнених незабаром після останнього льодовикового періоду ВРХ нині у світі налічується щонайменше 1,4 мільярда. Однак багатьом видам не одомашнених биків загрожує зникнення через втрату середовища проживання, щоб звільнити місце для скотарства, а також через нерегульоване полювання. Зокрема вид Bos sauveli має статус під критичною загрозою, можливо вимер.

## Систематика
Триба бики (Bovini)
- - Вимерлі роди без підтриб: Alephis, Eosyncerus, Jamous, Probison, Simatherium, Udabnocerus
- підтриба Pseudorygina
  - рід псевдоорикс (Pseudoryx) — містить 1 вид
- підтриба Bubalina
  - рід буйвіл (Bubalus) — 5 видів
  - рід Syncerus — 1 сучасний вид
  - рід †Hemibos
  - рід †Parabos
  - рід †Proamphibos
  - рід †Ugandax
- підтриба Bovina
  - рід бізон (Bison) — 2 сучасні види
  - рід бик (Bos) — 9 сучасних видів
  - рід †Adjiderebos
  - рід †Epileptobos
  - рід †Ioribos
  - рід †Leptobos
  - рід †Pelorovis
  - рід †Platycerabos
  - рід †Protobison
  - рід †Urmiabos
  - рід †Yakopsis